# Ritratto di giovane dal berretto rosso
Il Ritratto di giovane dal berretto rosso è un dipinto a olio su tavola (81,2x66,3 cm) di Tiziano, databile al 1516 circa e conservato nella Städel di Francoforte sul Meno.

## Storia e descrizione
L'opera, di piccolo formato, ha sul retro la scritta "Kost 15 ungarisch dc... Anno 1516". Non inclusa nei cataloghi di Tiziano del Suida e del Tietze, venne riconosciuta come opera autografa da Berenson (1932) e Mayer (1938), seguiti da Pallucchini (1952-53 e 1961) e Marassi (1954 e 1966), sulla base di raffronti col Ritratto di giovane in pelliccia della Frick Collection.
Il piccolo formato determina un'inquadratura molto stretta sul volto del soggetto, che è rivolto di tre quarti verso sinistra, mentre il busto ruota dall'altra parte e gli occhi guardano verso l'alto. Indossa un berretto rosso, all'origine del titolo tradizionale, e porta i capelli lunghi a caschetto, ma non la barba. La fisionomia è quella di un giovane sui vent'anni, dalla fisionomia nordica.